# Łączno (województwo warmińsko-mazurskie)
Łączno – wieś w Polsce położona w województwie warmińsko-mazurskim, w powiecie ostródzkim, w gminie Morąg.
W latach 1975–1998 miejscowość administracyjnie należała do województwa olsztyńskiego.  W latach 1945–1946 miejscowość nosiła nazwę Wiza,Miejscowość leży w historycznym regionie Prus Górnych.
Na początku XX w. w okolicy wsi odkryto kamienne groby skrzyniowe z neolitu, kamienne młoty, toportki krzemienne i groty.

## Historia
Wieś w dokumentach pojawia się w roku 1391 pod nazwą Sesen. Pierwotnie była osada ziemianina pruskiego. Wieś należała do komturstwa morąskiego, podległego komturowi w Elblągu. W latach późniejszych wieś uległa powieszeniu na skutek karczunku okolicznych lasów. Zmienił się także charakter wsi na czynszową.
W XIX w. wieś doświadczyła epidemii i wojen (1831, 1848, 1852). W roku 1782 było we wsi 58 „dymów”, w 1818 – 63 „dymy” z 325 osobami. W 1858 odnotowano 94 gospodarstwa domowe z 709 mieszkańcami, a obszar wsi wynosił 66,5 włoki. W 1939 r. gmina Łączno miała 899 mieszkańców (populacja liczona łącznie z Nowym Dworem – osadę te jako przysiółek przyłączono do Łączna w 1928 r.).
Szkoła we wsi powstała na początku XVIII w. W roku 1820 była to szkoła dwuklasowa. Po 1871 r. zbudowano nowy budynek i utworzono trzecią klasę. Do roku 1939 w szkole pracowało trzech nauczycieli.
W 1939 r. gmina Łączno liczyła 233 gospodarstwa domowe i 899 mieszkańców. 475 osób utrzymywało się z rolnictwa lub leśnictwa, 234 z pracy w przemyśle lub rzemiośle, 25 z pracy w handlu lub komunikacji. W tym czasie w gminie zanotowano 43 gospodarstwa rolne o areale w przedziale 0,5-5 ha, 23 o powierzchni w przedziale 5-10 ha, 44 o powierzchni 10-20 ha, 19 o powierzchni 20-100 ha i jedno o areale większym niż 100 ha.
W roku 1973 wieś należała do powiatu morąskiego, gmina Morąg, poczta Łączno.
W roku 2011 do użytku została oddana hala sportowa przy szkole podstawowej im Rtm. Witolda Pileckiego.